# Childebert Ier
Childebert Ier (son nom est composé des éléments franciques hild « bataille » et berth « brillant »), né vers 497 à Reims et mort le 23 décembre 558 à Paris, est roi de Paris de 511 à 558 et roi d'Orléans de 524 à 558. Il est le troisième des quatre fils que Clovis eut avec Clotilde.

## Biographie
À la mort de son père, en 511, le royaume est divisé entre ses quatre fils : l'aîné, Thierry, en reçoit la moitié, et les trois fils de Clotilde se partagent la moitié restante. Childebert devient roi de Paris. Son royaume comprenait les cités de la future Normandie, avec le Maine et le Bordelais au sud de la Loire.
En 523-524, à l'instigation de Clotilde, Childebert et ses deux frères se joignent dans une expédition contre les Burgondes. Thierry Ier, ayant épousé la fille de Sigismond et n'étant pas fils de Clotilde, n'eut pas à y participer.
Après la mort de son frère Clodomir, roi d'Orléans, qui meurt lors de la bataille de Vézeronce, il invite à Paris Clotaire Ier, roi de Soissons, qui a épousé Gondioque, la veuve de Clodomir, pour élaborer un accord. Voulant récupérer le territoire de leur défunt frère, ils décident de tondre ou tuer leurs neveux. Les cheveux longs, symbole de royauté chez les francs, finissant toujours par repousser, Thibaut, Gunthar et Clodoald auraient pu revendiquer le trône un jour ou l'autre. Aussi pour légitimer leur forfait, ils envoient Arcadius, petit-fils de Sidoine Apollinaire, auprès de Clotilde avec une paire de forces (ciseaux) et une épée nue. Ainsi il demandait à la reine ce qu'ils devaient faire de leurs neveux : les laisser vivre avec les cheveux coupés ou les égorger. La coutume germanique non-écrite reconnaissait une autorité de chef de la lignée à la reine, le mutterrecht (droit de la mère). Or dans la tradition germanique, le mode de succession des rois sur le trône, la tanistry (nom celtique désignant la succession par le cadet et non par le fils), se faisait entre frère, de l'aîné au benjamin, puis aux oncles et aux neveux. Le risque de la tonte pouvait engendrer une guerre civile, aussi il était de son devoir de laisser s'appliquer la tanistry. Clotilde répond qu'elle préfère ses neveux morts plutôt que tondus.

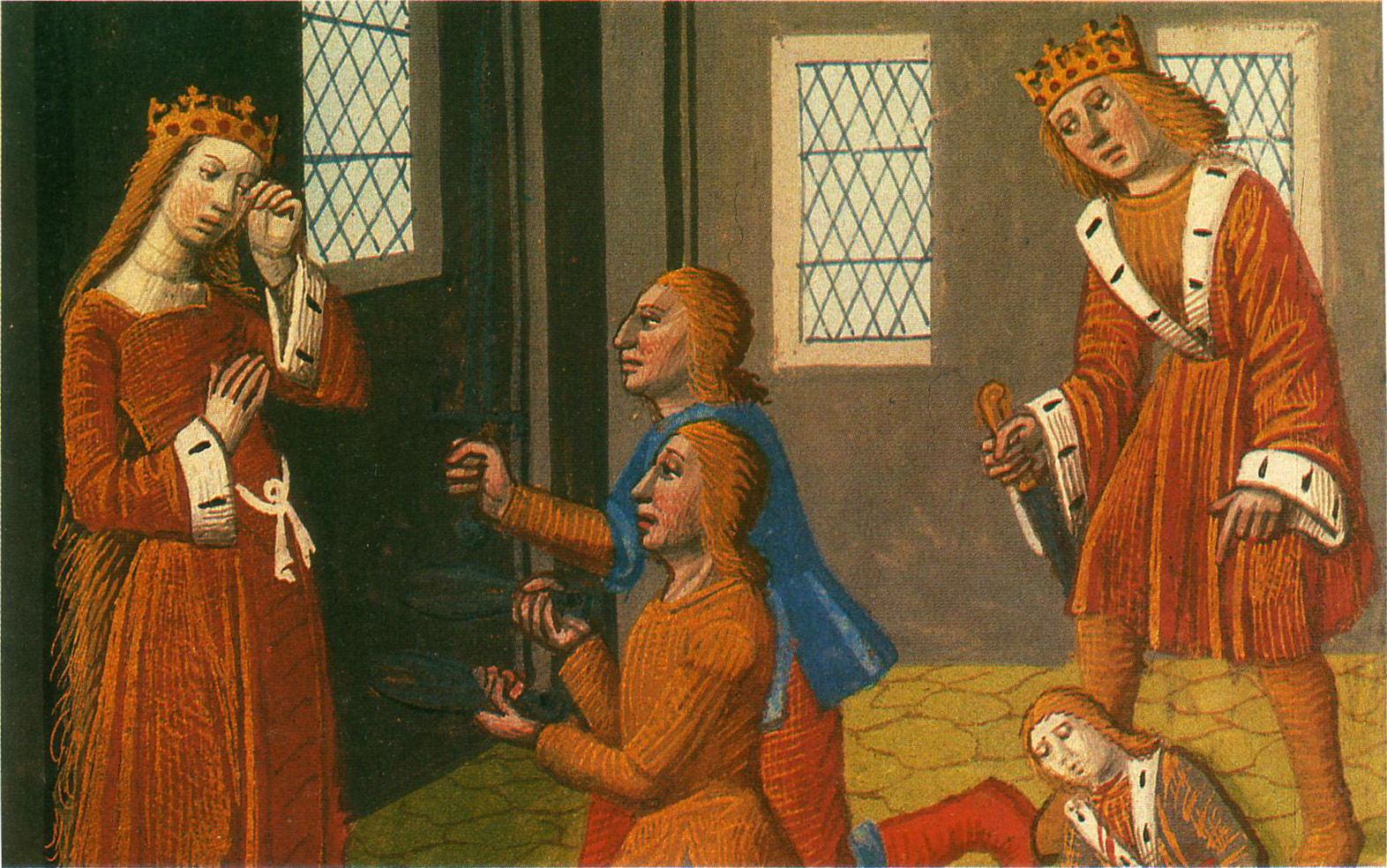
Assassinat de Thibaut et Gunthar. Chroniques de France, manuscrit du XVe siècle. Bibliothèque nationale, Paris.

Les deux oncles tuent les enfants de Clodomir : Clotaire assassine Thibaut d'un coup de couteau dans l'aisselle, et alors que Childebert hésite, égorge ensuite Gunthar. Ils avaient respectivement dix et sept ans. Le dernier, Clodoald parvient à s'enfuir. Mieux connu sous le nom de saint Cloud, il fonde un monastère à Nogent-sur-Seine (aujourd'hui Saint-Cloud) et en devient le premier abbé, ayant préféré renoncer à sa chevelure, symbole de la royauté franque, plutôt qu'à la vie. Thierry Ier, quant à lui s'empare d'une partie de l'héritage constitué de l'Auxerrois, du Berry et du Sénonais.
En accord avec ses frères, il continue la guerre contre le nouveau roi de Burgondie, Godomar III, roi des Burgondes, frère de Sigismond, tué le 1er mai 524, sur ordre de Clodomir.
En 531, il déclenche une faide contre le roi arien wisigoth Amalaric, en réponse au mouchoir taché de sang que sa sœur Clotilde, femme d'Amalaric, lui a envoyé pour lui prouver les mauvais traitements qu'elle subit en raison de ses croyances catholiques. Il se rend alors en Espagne wisigothique. Le roi wisigoth tente de s'enfuir par la mer, mais retournant chercher des trésors oubliés, il se trouve pris au piège et est transpercé par une lance avant d'avoir pu se réfugier dans une église. Childebert récupère les trésors d'Amalaric et ramène sa sœur, qui meurt en cours de route. Elle est ensevelie auprès de Clovis Ier.
En 532, il assiège Autun, la prend, enferme à jamais Godomar III, qui s'était porté successeur de Sigismond, avec l'aide de son parent et allié, le roi des Ostrogoths Théodoric le Grand. En 534, ils finissent de conquérir avec Clotaire Ier et Thibert Ier, fils de Thierry, le royaume burgonde en entier, sur lequel, ils co-règnent. Il profite de la mort de Thierry pour tenter de récupérer, avec Clotaire, son royaume. Mais Thibert, soutenu par ses leudes, réussit à conserver son royaume et réfrène l'avidité de ses oncles par de grandes donations. Puis au cours de l'hiver 536-537, ils récupèrent (ou plus précisément achètent) la Provence. Une querelle éclate avec Clotaire, et en compagnie de Thibert Ier qu'il adopte et comble de cadeaux, ils réunissent une armée pour combattre Clotaire qui se réfugie dans une forêt. Clotilde prie saint-Martin, et un orage se déchaine sur les agresseurs, qui sont obligés d'abandonner leur projet.

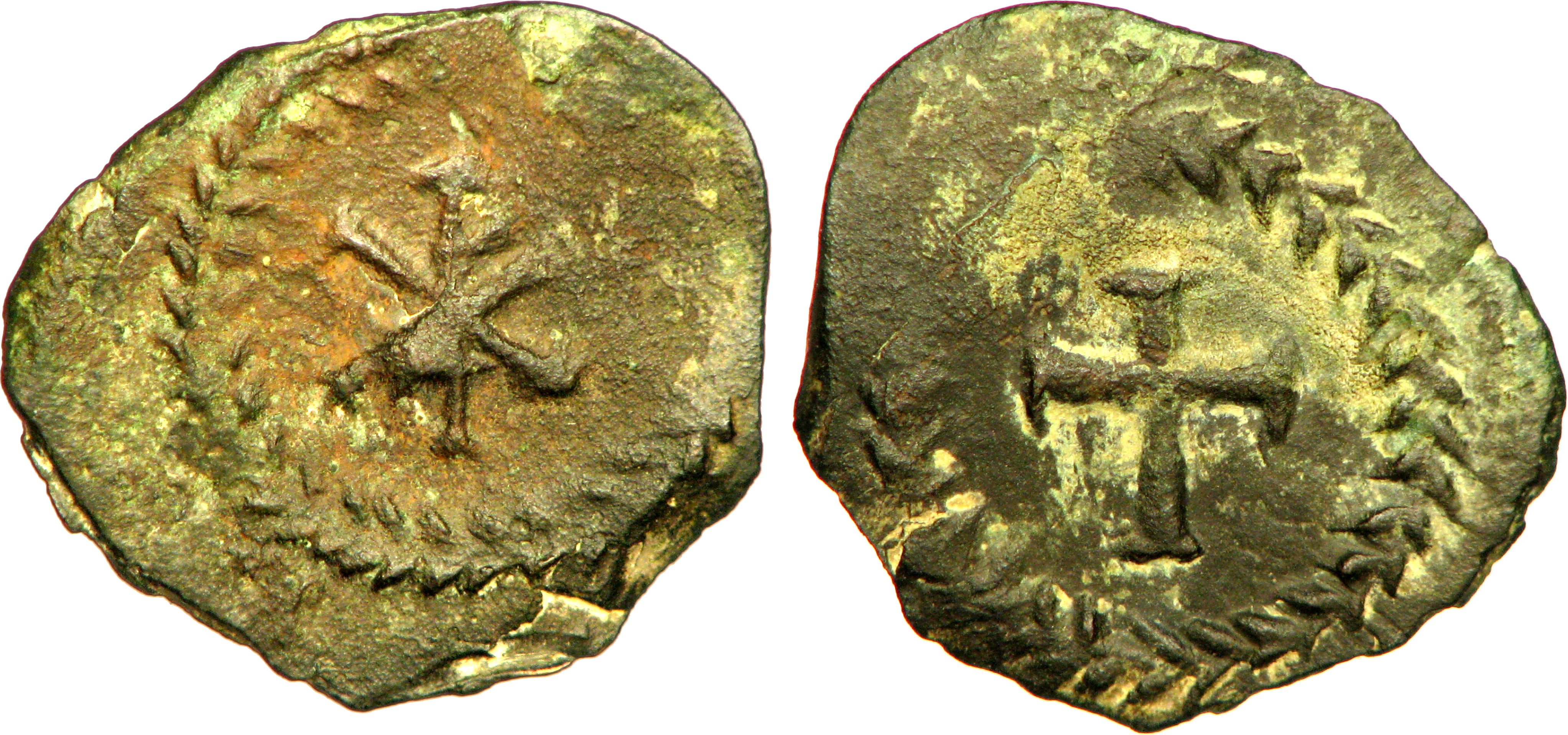
Cuivre au chrisme sous Childebert Ier.

Avec Clotaire, il prend Pampelune, puis fait le siège de Saragosse. Un siège qui est un échec et qu'il est finalement obligé de lever. Mais il rapporte de cette expédition l'étole de saint Vincent, en l'honneur de qui il fait bâtir une église, intégrée par la suite dans l'Abbaye de Saint-Germain-des-Prés.

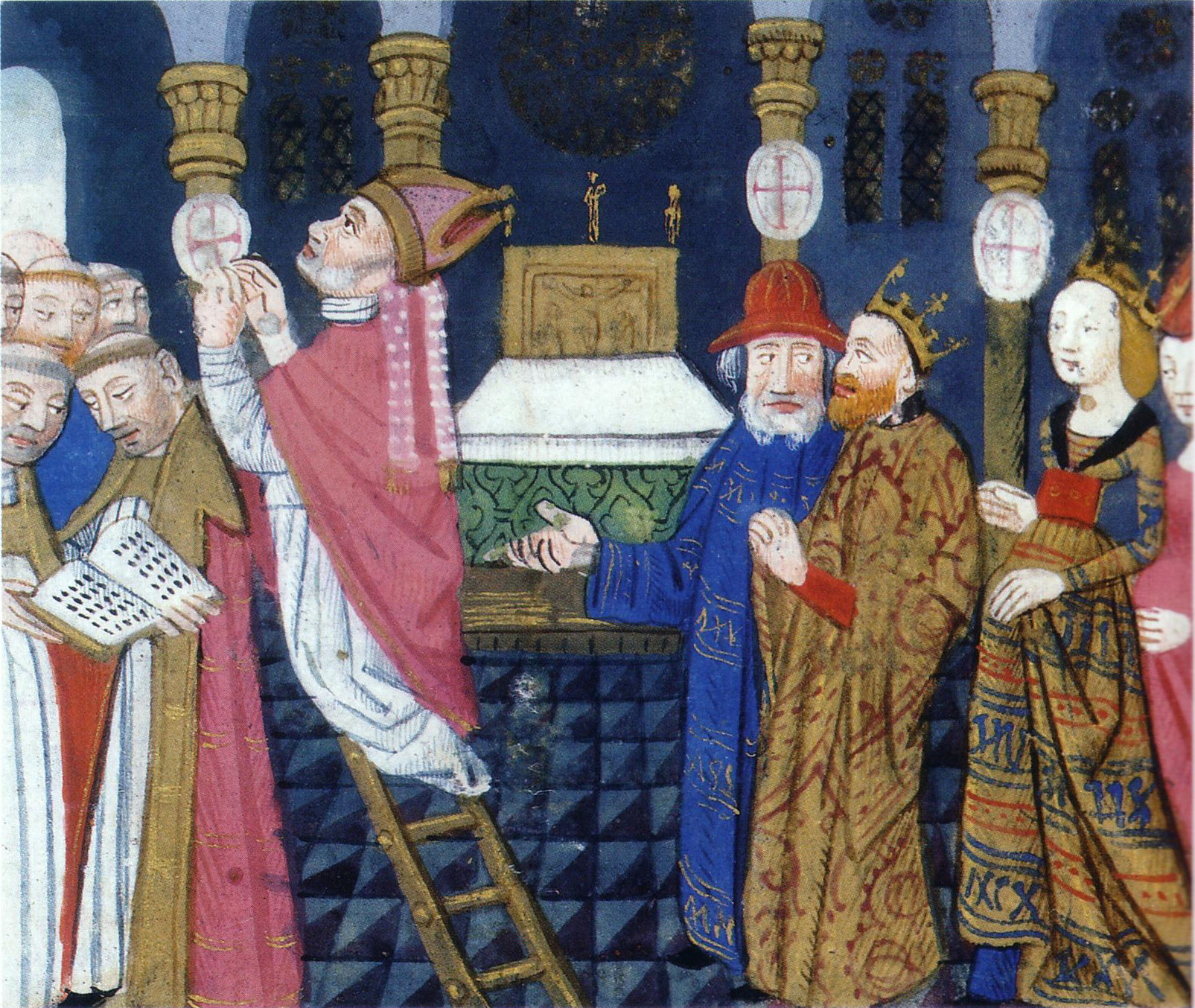
Childebert consacre une basilique en 558. Chronique des rois de France, XIIIe siècle, XIVe siècles. Musée Condé de Chantilly.

En 548, avec Clotaire, il fait inhumer sa mère Clotilde, dans le sacrarium de la basilique saint-Pierre à Paris, qu'elle avait faite construire en mémoire de sainte Geneviève, aux côtés de leur père Clovis Ier.
Childebert meurt le 23 décembre 558, à moins de 60 ans, jour choisi pour la dédicace solennelle de la basilique Saint-Vincent et Sainte-Croix, appelée ensuite Saint-Germain-des-Prés, qu'il avait fondée en 543 pour glorifier les reliques de saint Vincent. On n'ajourne pas la cérémonie, qui est en même temps, fait unique, celle des funérailles du roi. L'évêque Germain officiait au maître-autel entouré de six autres évêques et la dépouille de Childebert est inhumée dans le caveau qui l'attendait et qu'il avait lui-même désigné. Mort sans descendance, son royaume revient à Clotaire qui, seul roi restant, réunifie le royaume de Clovis Ier.

## Sépulture
Au XIIe siècle, sa sépulture fut ornée d'un gisant le représentant en demi-relief tenant d’une main son sceptre et de l’autre l’église de l’abbaye dont il était le fondateur.
En 1656, lors de travaux, on redécouvrit son tombeau parmi d’autres sépultures mérovingiennes qui avaient déjà été ouvertes par des ouvriers en 1645. Les restes de Childebert et d’Ultrogothe furent alors déposés dans la sacristie en attendant une sépulture plus convenable.
Le 4 octobre 1656, le sculpteur Michel II Bourdin (1609-1678) s’engagea à réaliser le tombeau de Childebert suivant le devis et le dessin qui lui furent présentés. Selon le dessin original portant son paraphe, retrouvé dans un manuscrit de la Bibliothèque nationale, il s’agissait d’un sarcophage en forme de bahut en pierre de liais, incrusté de marbre rouge et noir. Le gisant du XIIe siècle fut placé dessus.
Enveloppés séparément dans un linge de satin blanc, les corps de Childebert et Ultrogothe furent déposés dans un cercueil de plomb partagé en deux avec chacun une inscription gravée sur une plaque de cuivre.
La Révolution fit disparaître les cendres des souverains. Le gisant de Childebert fut conservé au Musée des Monuments français avant d'être placé dans la basilique Saint-Denis.

## Épouse et enfants
Il épousa avant 541 Ultrogothe, d'origine noble ou royale, dont il eut deux filles (restées anonymes mais nommées Chrodoberga et Chrodesindis par des documents tardifs).
Toutes trois furent inhumées à ses côtés dans la basilique de Saint-Germain-des-Prés à Paris. En 1791 et 1792, les ossements sont enlevés pendant la révolution, mais le monument et gisant restent, préservés par l'intervention de Alexandre Lenoir, pour la préservation des biens nationaux.

## Galerie

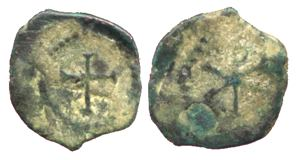
Monnaie de cuivre attribuée à Childebert Ier (511-558). Avers : Croix dans une guirlande. Revers : Chrisme dans une guirlande.
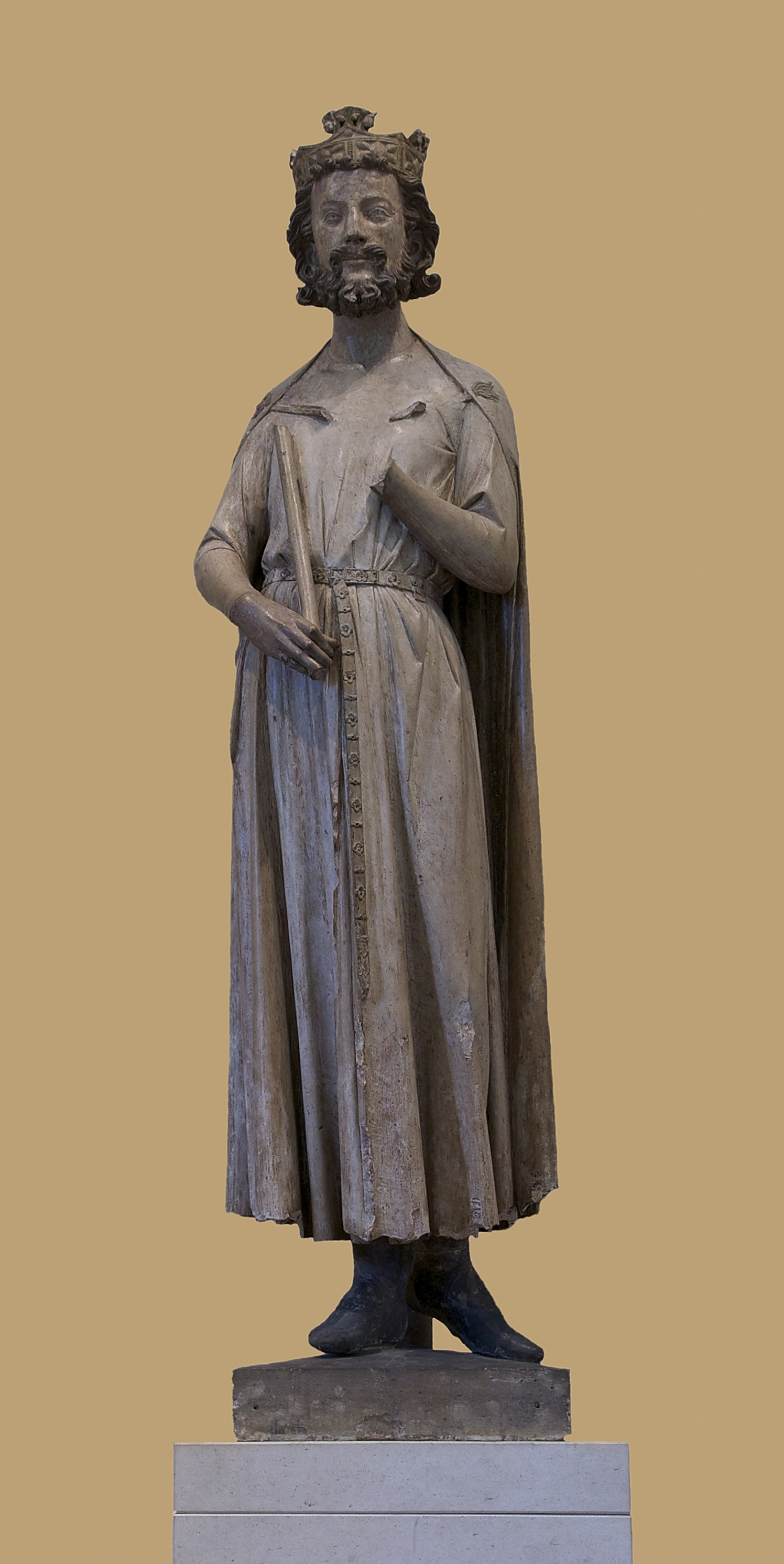
Statue de Childebert Ier. Musée du Louvre.
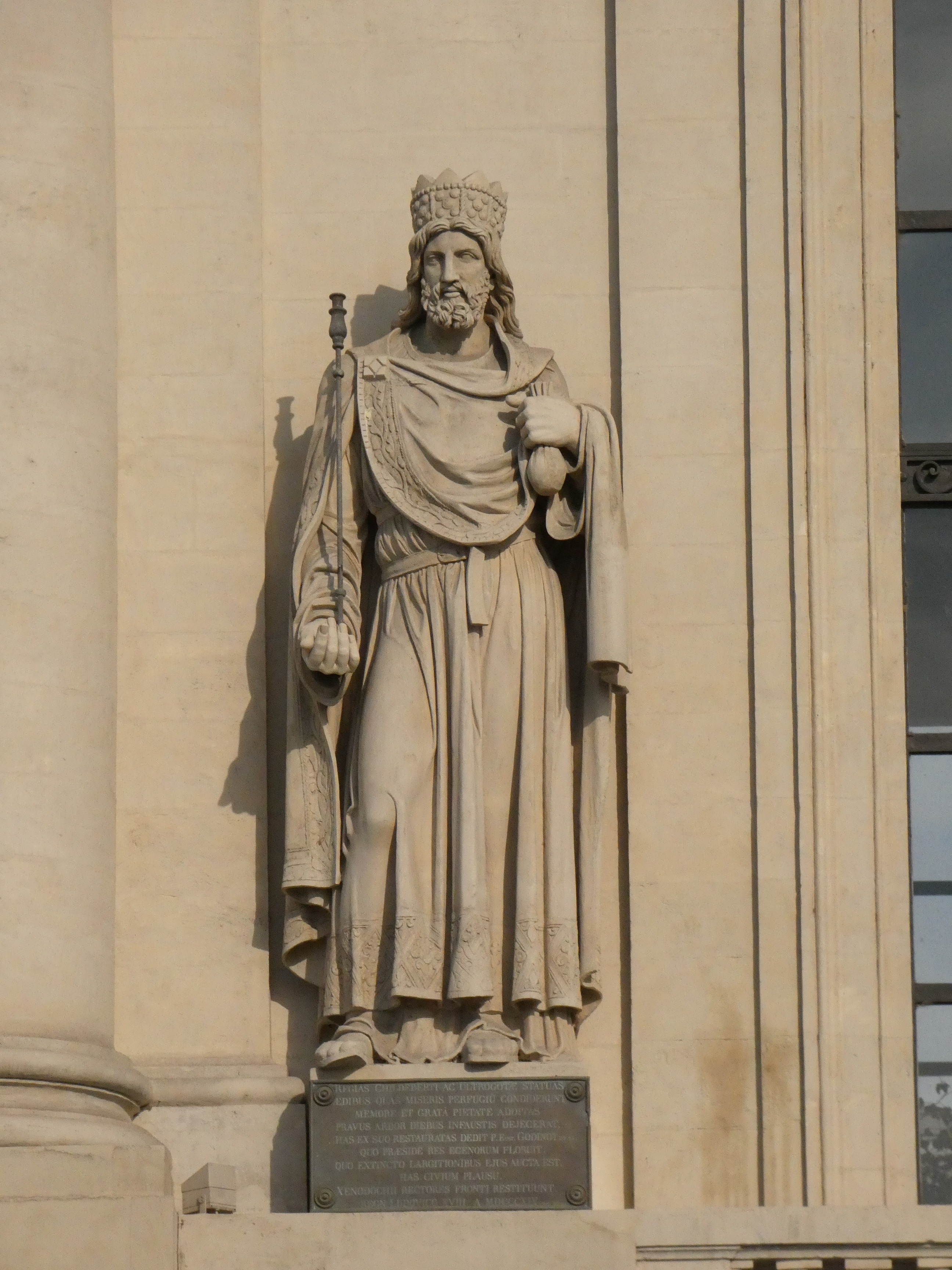
Statue de Childebert Ier ornant la façade de l'Hôtel-Dieu de Lyon par Prost.
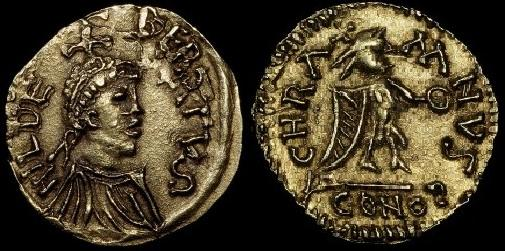
Tiers de sou d'or de Childebert Ier. Avers : Buste diadémé à droite, une croisette sur la tête. Revers : Victoire debout à droite tenant une couronne. Bibliothèque nationale de France.